# Alexander Aronowitsch Gurstein
Alexander Aronowitsch Gurstein (russisch Александр Аронович Гурштейн; * 21. Februar 1937 in Moskau; † 3. April 2020 in Colorado) war ein sowjetischer bzw. russischer Astronom, Astrometriker, Archäoastronom und Hochschullehrer.

## Leben
Gursteins Vater Aron Scheftelewitsch Gurstein (1895–1941) war ein jiddischer Literaturkritiker und Mitglied des Schriftstellerverbands der UdSSR seit dessen Gründung 1934. Die Mutter Jelena Wassiljewna geborene Resnikowa (1907–1992) war Journalistin.
Ab 1952 beteiligte sich Gurstein am Arbeitskreis des Moskauer Planetariums. Nach dem Schulabschluss mit einer Silbermedaille 1954 studierte er an der Geodäsie-Fakultät des Moskauer Ingenieurinstituts für Geodäsie, Luftbildfotografie und Kartografie (MIIGAiK, jetzt Moskauer Staatliche Universität für Geodäsie und Kartografie). Nach dem Abschluss des Studiums 1959 mit Auszeichnung und der Empfehlung für eine Aspirantur nach zwei Jahren begann er die Arbeit im Sternberg-Institut für Astronomie (GAISCH) der Lomonossow-Universität Moskau (MGU) mit Beobachtungen mit dem Zenitteleskop STL-180. Auch beteiligte er sich an der Unterrichtstätigkeit. 1961 begann er die Aspirantur am Lehrstuhl für Astronomie des MIIGAiK bei Wladimir Wladimirowitsch Podobed mit einer Thematik entsprechend seiner Arbeit im GAISCH. Zum Abschluss der Aspirantur im Dezember 1964 stellte er seine Dissertation mit den Untersuchungen einiger Quellen systematischer Beobachtungsfehler am Zenitteleskop vor, nach deren erfolgreicher Verteidigung am GAISCh im Februar 1965 er zum Kandidaten der physikalisch-mathematischen Wissenschaften promoviert wurde.
Nach dem Abschluss der Aspirantur trat Gurstein als Senioringenieur in Sergei Pawlowitsch Koroljows Raumfahrtentwicklungszentrum (jetzt RKK Energija) in Podlipki (jetzt Koroljow) ein. Er stand in engem Kontakt mit Sergei Koroljow und arbeitete weiter mit der Abteilung Juri Naumowitsch Lipskis des GAISCH zusammen. Er war aktiv an der Lunik-Mission beteiligt.
1966 wechselte er in das neue Institut für Weltraumforschung (IKI) der Akademie der Wissenschaften der UdSSR (AN-SSSR) in Moskau, in dem er bis zum Laboratoriumsleiter aufstieg. Ein wesentlicher Teil seiner Arbeit unter Alexander Pawlowitsch Winogradow bezog sich auf die von dem Unternehmen Georgi Nikolajewitsch Babakins entwickelten automatisierten Flugkörper für Flüge zum Mond. 1980 verteidigte er im Astronomischen Hauptobservatorium Pulkowo der AN-SSSR erfolgreich seine Dissertation über astrometrische Aspekte der Sicherung von Raumfahrtflügen automatisierter Flugkörper zum Mond, worauf er zum Doktor der physikalisch-mathematischen Wissenschaften promoviert wurde.
Nach Einstellung der Mondflüge 1981 wurde Gurstein in das Institut für Geschichte der Naturwissenschaft und Technik (jetzt Wawilow-Institut für Geschichte der Naturwissenschaft und Technik) der AN-SSSR versetzt. Dort beschäftigte er sich mit der Geschichte der Astronomie und der Raumfahrtforschung und stieg bis zum Wissenschaftlichen Vizedirektor des Instituts auf. Er war Vorsitzender der Sektion für Geschichte der Astronomie der Sowjetischen Nationalen Vereinigung für Geschichte und Philosophie der Naturwissenschaft und Technik. Er beschäftigte sich in seinen späteren Jahren mit der Entstehung der Sternbilder und des Zodiaks und veröffentlichte darüber in American Scientist, Sky & Telescope und anderen Zeitschriften.
1995 wurde Gurstein vom Mesa State College als Gastprofessor eingeladen. Seitdem lebte und arbeitete er in Grand Junction (Colorado). Er war Mitglied der Internationalen Astronomischen Union und wurde 1997 zum Vizepräsidenten der Kommission für Geschichte der Astronomie gewählt. Auf seine Initiative gab es das Internationale Jahr der Astronomie 2009. 2010 ging er aus gesundheitlichen Gründen in den Ruhestand. In seiner Autobiografie beschrieb er sein Wirken zu Beginn des kosmischen Zeitalters. In Form eines Romans verfasste er eine Chronik der Astronomen in der Zeit Ludwigs XIV.
Gurstein starb im Frühjahr 2020 im Alter von 83 Jahren in Colorado.